# Olympische Jugend-Winterspiele 2020/Teilnehmer (Australien)
| Gelbes Symbol für Goldmedaillen mit stilisierten Olympischen Ringen | Graues Symbol für Silbermedaillen mit stilisierten Olympischen Ringen | Braundes Symbol für Bronzemedaillen mit stilisierten Olympischen Ringen |
| ------------------------------------------------------------------- | --------------------------------------------------------------------- | ----------------------------------------------------------------------- |
| 1                                                                   | —                                                                     | —                                                                       |

Australien nahm an den Olympischen Jugend-Winterspielen 2020 in Lausanne mit 32 Athleten (18 Mädchen und 14 Jungen) in sieben Sportarten teil.

## Medaillen

### Medaillenspiegel
| Rang   | Sportart  | Gold | Silber | Bronze | Gesamt |
| ------ | --------- | ---- | ------ | ------ | ------ |
| 1      | Snowboard | 1    | —      | —      | 1      |
| Gesamt | Gesamt    | 1    | 0      | 0      | 1      |

### Medaillengewinner
| Name/n             | Sportart  | Wettkampf           |
| ------------------ | --------- | ------------------- |
| Gold               |           |                     |
| Josie Baff         | Snowboard | Snowboardcross      |
| Silber             |           |                     |
| Courtney Mahoney 1 | Eishockey | 3×3 Turnier Mädchen |
| Bronze             |           |                     |
| Nikki Sharp 1      | Eishockey | 3×3 Turnier Mädchen |
| Sai Lake 1         | Eishockey | 3×3 Turnier Jungen  |

## Teilnehmer nach Sportarten

### Biathlon
| Athleten                                                      | Wettbewerbe          | Zeit        | Fehler       | Rang |
| ------------------------------------------------------------- | -------------------- | ----------- | ------------ | ---- |
| Jungen                                                        |                      |             |              |      |
| Christian Mahon                                               | 7,5 km Sprint        | 25:30,5 min | 4 (2+2)      | 89   |
| Christian Mahon                                               | 12 km Einzel         | 42:30,4 min | 4 (0+2+1+1)  | 73   |
| David Patterson                                               | 7,5 km Sprint        | 27:09,5 min | 5 (1+4)      | 94   |
| David Patterson                                               | 12 km Einzel         | 49:25,1 min | 9 (2+2+2+3)  | 94   |
| Jonte Treasure                                                | 7,5 km Sprint        | 29:25,0 min | 7 (4+3)      | 96   |
| Jonte Treasure                                                | 12 km Einzel         | 54:15,6 min | 13 (3+3+3+4) | 98   |
| Mädchen                                                       |                      |             |              |      |
| Chelsey Johnson                                               | 6 km Sprint          | 23:09,5 min | 0 (0+0)      | 74   |
| Chelsey Johnson                                               | 10 km Einzel         | 39:06,5 min | 5 (0+2+0+3)  | 47   |
| Luka Miskin                                                   | 6 km Sprint          | 21:17,3 min | 1 (0+1)      | 50   |
| Luka Miskin                                                   | 10 km Einzel         | 40:33,6 min | 2 (0+2+0+0)  | 60   |
| Isabella Moon                                                 | 6 km Sprint          | 23:28,5 min | 6 (4+2)      | 77   |
| Isabella Moon                                                 | 10 km Einzel         | 43:30,2 min | 10 (3+5+0+2) | 76   |
| Mixed                                                         |                      |             |              |      |
| Luka Miskin Christian Mahon                                   | Single Mixed-Staffel | 50:52,6 min | 3+7 1+7      | 26   |
| Isabella Moon Chelsey Johnson Christian Mahon David Patterson | Mixed-Staffel        | 1:27:21,3 h | 0+3 2+8      | 23   |

### Eishockey
Im 3×3 Eishockey spielten die Athleten in gemischten Mannschaften.
| Mannschaft     | Athleten | Vorrunde       | Vorrunde | Halbfinale    | Halbfinale    | Finale/Spiel um Bronze          | Finale/Spiel um Bronze | Rang   |
| Mannschaft     | Athleten | Gegner         | Ergebnis | Gegner        | Ergebnis      | Gegner                          | Ergebnis               | Rang   |
| -------------- | --- | -------------- | -------- | ------------- | ------------- | ------------------------------- | ---------------------- | ------ |
| Jungen         | |                |          |               |               |                                 |                        |        |
| _ Team Blau    | Chen Chih-yuan Jakub Trzebunia Caleb Chapman Ziya Efe Güçlü Hong Seung-woo Daniel Assavolyuk Joris Valčiukas Riley Langille Cater Hamill Konrad Kudeviita Simone Terraneo Oliver Thestrup Hansen Issa Otsuka          | _ Team Grau    | 8:9      | ausgeschieden | ausgeschieden | ausgeschieden                   | ausgeschieden          | 8      |
| _ Team Blau    | Chen Chih-yuan Jakub Trzebunia Caleb Chapman Ziya Efe Güçlü Hong Seung-woo Daniel Assavolyuk Joris Valčiukas Riley Langille Cater Hamill Konrad Kudeviita Simone Terraneo Oliver Thestrup Hansen Issa Otsuka          | _ Team Orange  | 1:12     | ausgeschieden | ausgeschieden | ausgeschieden                   | ausgeschieden          | 8      |
| _ Team Blau    | Chen Chih-yuan Jakub Trzebunia Caleb Chapman Ziya Efe Güçlü Hong Seung-woo Daniel Assavolyuk Joris Valčiukas Riley Langille Cater Hamill Konrad Kudeviita Simone Terraneo Oliver Thestrup Hansen Issa Otsuka          | _ Team Schwarz | 8:14     | ausgeschieden | ausgeschieden | ausgeschieden                   | ausgeschieden          | 8      |
| _ Team Blau    | Chen Chih-yuan Jakub Trzebunia Caleb Chapman Ziya Efe Güçlü Hong Seung-woo Daniel Assavolyuk Joris Valčiukas Riley Langille Cater Hamill Konrad Kudeviita Simone Terraneo Oliver Thestrup Hansen Issa Otsuka          | _ Team Grün    | 6:11     | ausgeschieden | ausgeschieden | ausgeschieden                   | ausgeschieden          | 8      |
| _ Team Blau    | Chen Chih-yuan Jakub Trzebunia Caleb Chapman Ziya Efe Güçlü Hong Seung-woo Daniel Assavolyuk Joris Valčiukas Riley Langille Cater Hamill Konrad Kudeviita Simone Terraneo Oliver Thestrup Hansen Issa Otsuka          | _ Team Gelb    | 8:13     | ausgeschieden | ausgeschieden | ausgeschieden                   | ausgeschieden          | 8      |
| _ Team Blau    | Chen Chih-yuan Jakub Trzebunia Caleb Chapman Ziya Efe Güçlü Hong Seung-woo Daniel Assavolyuk Joris Valčiukas Riley Langille Cater Hamill Konrad Kudeviita Simone Terraneo Oliver Thestrup Hansen Issa Otsuka          | _ Team Braun   | 2:14     | ausgeschieden | ausgeschieden | ausgeschieden                   | ausgeschieden          | 8      |
| _ Team Blau    | Chen Chih-yuan Jakub Trzebunia Caleb Chapman Ziya Efe Güçlü Hong Seung-woo Daniel Assavolyuk Joris Valčiukas Riley Langille Cater Hamill Konrad Kudeviita Simone Terraneo Oliver Thestrup Hansen Issa Otsuka          | _ Team Rot     | 11:18    | ausgeschieden | ausgeschieden | ausgeschieden                   | ausgeschieden          | 8      |
| _ Team Braun   | Luka Banek Sai Lake Hugo Galvez Elvis Hsu Axel Ruski-Jones Marlon D’Acunto Erik Potšinok Evan Nauth Artur Seniut Matyáš Šapovaliv Milán Ivády Rastislav Eliáš Sebastian Aarsund                                       | _ Team Schwarz | 13:11    | _ Team Rot    | 7:9           | Spiel um Bronze: _ Team Schwarz | 6:5                    | Bronze |
| _ Team Braun   | Luka Banek Sai Lake Hugo Galvez Elvis Hsu Axel Ruski-Jones Marlon D’Acunto Erik Potšinok Evan Nauth Artur Seniut Matyáš Šapovaliv Milán Ivády Rastislav Eliáš Sebastian Aarsund                                       | _ Team Grün    | 6:8      | _ Team Rot    | 7:9           | Spiel um Bronze: _ Team Schwarz | 6:5                    | Bronze |
| _ Team Braun   | Luka Banek Sai Lake Hugo Galvez Elvis Hsu Axel Ruski-Jones Marlon D’Acunto Erik Potšinok Evan Nauth Artur Seniut Matyáš Šapovaliv Milán Ivády Rastislav Eliáš Sebastian Aarsund                                       | _ Team Grau    | 16:6     | _ Team Rot    | 7:9           | Spiel um Bronze: _ Team Schwarz | 6:5                    | Bronze |
| _ Team Braun   | Luka Banek Sai Lake Hugo Galvez Elvis Hsu Axel Ruski-Jones Marlon D’Acunto Erik Potšinok Evan Nauth Artur Seniut Matyáš Šapovaliv Milán Ivády Rastislav Eliáš Sebastian Aarsund                                       | _ Team Orange  | 14:10    | _ Team Rot    | 7:9           | Spiel um Bronze: _ Team Schwarz | 6:5                    | Bronze |
| _ Team Braun   | Luka Banek Sai Lake Hugo Galvez Elvis Hsu Axel Ruski-Jones Marlon D’Acunto Erik Potšinok Evan Nauth Artur Seniut Matyáš Šapovaliv Milán Ivády Rastislav Eliáš Sebastian Aarsund                                       | _ Team Rot     | 5:11     | _ Team Rot    | 7:9           | Spiel um Bronze: _ Team Schwarz | 6:5                    | Bronze |
| _ Team Braun   | Luka Banek Sai Lake Hugo Galvez Elvis Hsu Axel Ruski-Jones Marlon D’Acunto Erik Potšinok Evan Nauth Artur Seniut Matyáš Šapovaliv Milán Ivády Rastislav Eliáš Sebastian Aarsund                                       | _ Team Blau    | 14:2     | _ Team Rot    | 7:9           | Spiel um Bronze: _ Team Schwarz | 6:5                    | Bronze |
| _ Team Braun   | Luka Banek Sai Lake Hugo Galvez Elvis Hsu Axel Ruski-Jones Marlon D’Acunto Erik Potšinok Evan Nauth Artur Seniut Matyáš Šapovaliv Milán Ivády Rastislav Eliáš Sebastian Aarsund                                       | _ Team Gelb    | 8:6      | _ Team Rot    | 7:9           | Spiel um Bronze: _ Team Schwarz | 6:5                    | Bronze |
| Mädchen        | |                |          |               |               |                                 |                        |        |
| _ Team Blau    | Sidre Özer Valerie Christmann Anna Kot Marija Runewska Mirren Foy Zuzana Dobiašová Jana Krascheninina Maya Stöber Regina Metzler Karolina Hengelmüller Nikki Sharp Yuna Kusama Aya Juhl Petersen                      | _ Team Grau    | 8:9      | _ Team Gelb   | 5:7           | Spiel um Bronze: _ Team Braun   | 6:4                    | Bronze |
| _ Team Blau    | Sidre Özer Valerie Christmann Anna Kot Marija Runewska Mirren Foy Zuzana Dobiašová Jana Krascheninina Maya Stöber Regina Metzler Karolina Hengelmüller Nikki Sharp Yuna Kusama Aya Juhl Petersen                      | _ Team Orange  | 1:12     | _ Team Gelb   | 5:7           | Spiel um Bronze: _ Team Braun   | 6:4                    | Bronze |
| _ Team Blau    | Sidre Özer Valerie Christmann Anna Kot Marija Runewska Mirren Foy Zuzana Dobiašová Jana Krascheninina Maya Stöber Regina Metzler Karolina Hengelmüller Nikki Sharp Yuna Kusama Aya Juhl Petersen                      | _ Team Schwarz | 8:14     | _ Team Gelb   | 5:7           | Spiel um Bronze: _ Team Braun   | 6:4                    | Bronze |
| _ Team Blau    | Sidre Özer Valerie Christmann Anna Kot Marija Runewska Mirren Foy Zuzana Dobiašová Jana Krascheninina Maya Stöber Regina Metzler Karolina Hengelmüller Nikki Sharp Yuna Kusama Aya Juhl Petersen                      | _ Team Grün    | 6:11     | _ Team Gelb   | 5:7           | Spiel um Bronze: _ Team Braun   | 6:4                    | Bronze |
| _ Team Blau    | Sidre Özer Valerie Christmann Anna Kot Marija Runewska Mirren Foy Zuzana Dobiašová Jana Krascheninina Maya Stöber Regina Metzler Karolina Hengelmüller Nikki Sharp Yuna Kusama Aya Juhl Petersen                      | _ Team Gelb    | 8:13     | _ Team Gelb   | 5:7           | Spiel um Bronze: _ Team Braun   | 6:4                    | Bronze |
| _ Team Blau    | Sidre Özer Valerie Christmann Anna Kot Marija Runewska Mirren Foy Zuzana Dobiašová Jana Krascheninina Maya Stöber Regina Metzler Karolina Hengelmüller Nikki Sharp Yuna Kusama Aya Juhl Petersen                      | _ Team Braun   | 2:14     | _ Team Gelb   | 5:7           | Spiel um Bronze: _ Team Braun   | 6:4                    | Bronze |
| _ Team Blau    | Sidre Özer Valerie Christmann Anna Kot Marija Runewska Mirren Foy Zuzana Dobiašová Jana Krascheninina Maya Stöber Regina Metzler Karolina Hengelmüller Nikki Sharp Yuna Kusama Aya Juhl Petersen                      | _ Team Rot     | 11:18    | _ Team Gelb   | 5:7           | Spiel um Bronze: _ Team Braun   | 6:4                    | Bronze |
| _ Team Grau    | Siria Dore Valentina Vrhoci Lina Meijer Emilia Munteanu Ilary Larese De Pasqua Zhang Shuqi Markéta Mazancová Jekaterina Dawletschina Ebony Brunt Lee Eun-ji Dorottya Gengeliczky Sofie van Dueren Jelizaveta Stadnika | _ Team Blau    | 9:8      | ausgeschieden | ausgeschieden | ausgeschieden                   | ausgeschieden          | 6      |
| _ Team Grau    | Siria Dore Valentina Vrhoci Lina Meijer Emilia Munteanu Ilary Larese De Pasqua Zhang Shuqi Markéta Mazancová Jekaterina Dawletschina Ebony Brunt Lee Eun-ji Dorottya Gengeliczky Sofie van Dueren Jelizaveta Stadnika | _ Team Gelb    | 11:8     | ausgeschieden | ausgeschieden | ausgeschieden                   | ausgeschieden          | 6      |
| _ Team Grau    | Siria Dore Valentina Vrhoci Lina Meijer Emilia Munteanu Ilary Larese De Pasqua Zhang Shuqi Markéta Mazancová Jekaterina Dawletschina Ebony Brunt Lee Eun-ji Dorottya Gengeliczky Sofie van Dueren Jelizaveta Stadnika | _ Team Braun   | 6:16     | ausgeschieden | ausgeschieden | ausgeschieden                   | ausgeschieden          | 6      |
| _ Team Grau    | Siria Dore Valentina Vrhoci Lina Meijer Emilia Munteanu Ilary Larese De Pasqua Zhang Shuqi Markéta Mazancová Jekaterina Dawletschina Ebony Brunt Lee Eun-ji Dorottya Gengeliczky Sofie van Dueren Jelizaveta Stadnika | _ Team Rot     | 13:9     | ausgeschieden | ausgeschieden | ausgeschieden                   | ausgeschieden          | 6      |
| _ Team Grau    | Siria Dore Valentina Vrhoci Lina Meijer Emilia Munteanu Ilary Larese De Pasqua Zhang Shuqi Markéta Mazancová Jekaterina Dawletschina Ebony Brunt Lee Eun-ji Dorottya Gengeliczky Sofie van Dueren Jelizaveta Stadnika | _ Team Grün    | 6:14     | ausgeschieden | ausgeschieden | ausgeschieden                   | ausgeschieden          | 6      |
| _ Team Grau    | Siria Dore Valentina Vrhoci Lina Meijer Emilia Munteanu Ilary Larese De Pasqua Zhang Shuqi Markéta Mazancová Jekaterina Dawletschina Ebony Brunt Lee Eun-ji Dorottya Gengeliczky Sofie van Dueren Jelizaveta Stadnika | _ Team Schwarz | 8:16     | ausgeschieden | ausgeschieden | ausgeschieden                   | ausgeschieden          | 6      |
| _ Team Grau    | Siria Dore Valentina Vrhoci Lina Meijer Emilia Munteanu Ilary Larese De Pasqua Zhang Shuqi Markéta Mazancová Jekaterina Dawletschina Ebony Brunt Lee Eun-ji Dorottya Gengeliczky Sofie van Dueren Jelizaveta Stadnika | _ Team Orange  | 5:2      | ausgeschieden | ausgeschieden | ausgeschieden                   | ausgeschieden          | 6      |
| _ Team Orange  | Polina Lubenez Wang Meihe Sanne Claessens Saskia Rohregger Isabel Walberg Molly Lukowiak Yoo Seo-young Nadia Sancha Sena Hasegawa Dóra Véghelyi Emma Hofbauer Julija Wolkowa Kristina Chernova                        | _ Team Rot     | 8:6      | ausgeschieden | ausgeschieden | ausgeschieden                   | ausgeschieden          | 8      |
| _ Team Orange  | Polina Lubenez Wang Meihe Sanne Claessens Saskia Rohregger Isabel Walberg Molly Lukowiak Yoo Seo-young Nadia Sancha Sena Hasegawa Dóra Véghelyi Emma Hofbauer Julija Wolkowa Kristina Chernova                        | _ Team Blau    | 12:1     | ausgeschieden | ausgeschieden | ausgeschieden                   | ausgeschieden          | 8      |
| _ Team Orange  | Polina Lubenez Wang Meihe Sanne Claessens Saskia Rohregger Isabel Walberg Molly Lukowiak Yoo Seo-young Nadia Sancha Sena Hasegawa Dóra Véghelyi Emma Hofbauer Julija Wolkowa Kristina Chernova                        | _ Team Gelb    | 4:9      | ausgeschieden | ausgeschieden | ausgeschieden                   | ausgeschieden          | 8      |
| _ Team Orange  | Polina Lubenez Wang Meihe Sanne Claessens Saskia Rohregger Isabel Walberg Molly Lukowiak Yoo Seo-young Nadia Sancha Sena Hasegawa Dóra Véghelyi Emma Hofbauer Julija Wolkowa Kristina Chernova                        | _ Team Braun   | 10:14    | ausgeschieden | ausgeschieden | ausgeschieden                   | ausgeschieden          | 8      |
| _ Team Orange  | Polina Lubenez Wang Meihe Sanne Claessens Saskia Rohregger Isabel Walberg Molly Lukowiak Yoo Seo-young Nadia Sancha Sena Hasegawa Dóra Véghelyi Emma Hofbauer Julija Wolkowa Kristina Chernova                        | _ Team Schwarz | 14:8     | ausgeschieden | ausgeschieden | ausgeschieden                   | ausgeschieden          | 8      |
| _ Team Orange  | Polina Lubenez Wang Meihe Sanne Claessens Saskia Rohregger Isabel Walberg Molly Lukowiak Yoo Seo-young Nadia Sancha Sena Hasegawa Dóra Véghelyi Emma Hofbauer Julija Wolkowa Kristina Chernova                        | _ Team Grün    | 6:8      | ausgeschieden | ausgeschieden | ausgeschieden                   | ausgeschieden          | 8      |
| _ Team Orange  | Polina Lubenez Wang Meihe Sanne Claessens Saskia Rohregger Isabel Walberg Molly Lukowiak Yoo Seo-young Nadia Sancha Sena Hasegawa Dóra Véghelyi Emma Hofbauer Julija Wolkowa Kristina Chernova                        | _ Team Grau    | 2:5      | ausgeschieden | ausgeschieden | ausgeschieden                   | ausgeschieden          | 8      |
| _ Team Schwarz | Angelina Hurschler Courtney Mahoney Zhang Xinyue Chang En-ni Alicja Mota Nikola Janeková Amy Robery Darja Petrowa Kimberly Collard Luca Márton Reina Sato Emilia Kyrkkö Carlotta Regine                               | _ Team Braun   | 11:13    | _ Team Braun  | 11:7          | _ Team Gelb                     | 1:6                    | Silber |
| _ Team Schwarz | Angelina Hurschler Courtney Mahoney Zhang Xinyue Chang En-ni Alicja Mota Nikola Janeková Amy Robery Darja Petrowa Kimberly Collard Luca Márton Reina Sato Emilia Kyrkkö Carlotta Regine                               | _ Team Rot     | 9:12     | _ Team Braun  | 11:7          | _ Team Gelb                     | 1:6                    | Silber |
| _ Team Schwarz | Angelina Hurschler Courtney Mahoney Zhang Xinyue Chang En-ni Alicja Mota Nikola Janeková Amy Robery Darja Petrowa Kimberly Collard Luca Márton Reina Sato Emilia Kyrkkö Carlotta Regine                               | _ Team Blau    | 14:8     | _ Team Braun  | 11:7          | _ Team Gelb                     | 1:6                    | Silber |
| _ Team Schwarz | Angelina Hurschler Courtney Mahoney Zhang Xinyue Chang En-ni Alicja Mota Nikola Janeková Amy Robery Darja Petrowa Kimberly Collard Luca Márton Reina Sato Emilia Kyrkkö Carlotta Regine                               | _ Team Gelb    | 19:7     | _ Team Braun  | 11:7          | _ Team Gelb                     | 1:6                    | Silber |
| _ Team Schwarz | Angelina Hurschler Courtney Mahoney Zhang Xinyue Chang En-ni Alicja Mota Nikola Janeková Amy Robery Darja Petrowa Kimberly Collard Luca Márton Reina Sato Emilia Kyrkkö Carlotta Regine                               | _ Team Orange  | 8:14     | _ Team Braun  | 11:7          | _ Team Gelb                     | 1:6                    | Silber |
| _ Team Schwarz | Angelina Hurschler Courtney Mahoney Zhang Xinyue Chang En-ni Alicja Mota Nikola Janeková Amy Robery Darja Petrowa Kimberly Collard Luca Márton Reina Sato Emilia Kyrkkö Carlotta Regine                               | _ Team Grau    | 16:8     | _ Team Braun  | 11:7          | _ Team Gelb                     | 1:6                    | Silber |
| _ Team Schwarz | Angelina Hurschler Courtney Mahoney Zhang Xinyue Chang En-ni Alicja Mota Nikola Janeková Amy Robery Darja Petrowa Kimberly Collard Luca Márton Reina Sato Emilia Kyrkkö Carlotta Regine                               | _ Team Grün    | 6:4      | _ Team Braun  | 11:7          | _ Team Gelb                     | 1:6                    | Silber |

### Freestyle-Skiing
| Athleten     | Wettbewerbe | Qualifikation | Qualifikation | Finale        | Finale        | Rang |
| Athleten     | Wettbewerbe | Punkte        | Rang          | Punkte        | Rang          | Rang |
| ------------ | ----------- | ------------- | ------------- | ------------- | ------------- | ---- |
| Mädchen      |             |               |               |               |               |      |
| Abi Harrigan | Big Air     | 52,33         | 15            | ausgeschieden | ausgeschieden | 15   |
| Abi Harrigan | Halfpipe    | 52,66         | 10            | ausgeschieden | ausgeschieden | 10   |
| Abi Harrigan | Slopestyle  | 65,50         | 5             | 21,50         | 12            | 12   |
| Mia Rennie   | Big Air     | 59,33         | 11            | 25,00         | 10            | 10   |
| Mia Rennie   | Halfpipe    | DNS           | DNS           | DNS           | DNS           | DNS  |
| Mia Rennie   | Slopestyle  | 16,75         | 15            | ausgeschieden | ausgeschieden | 15   |

| Athleten        | Wettbewerbe | Vorrunde | Viertelfinale | Halbfinale    | Finale        | Rang |
| Athleten        | Wettbewerbe | Rang     | Rang          | Rang          | Rang          | Rang |
| --------------- | ----------- | -------- | ------------- | ------------- | ------------- | ---- |
| Jungen          |             |          |               |               |               |      |
| Jasper Cobcroft | Skicross    | 8        | ausgeschieden | ausgeschieden | ausgeschieden | 16   |
| Ben Wynn        | Skicross    | 7        | ausgeschieden | ausgeschieden | ausgeschieden | 14   |
| Mädchen         |             |          |               |               |               |      |
| Zoe Michael     | Skicross    | 8        | ausgeschieden | ausgeschieden | ausgeschieden | 16   |
| Kyra Wheatley   | Skicross    | 6        | ausgeschieden | ausgeschieden | ausgeschieden | 13   |

### Shorttrack
| Athlet      | Wettbewerb | Vorlauf      | Vorlauf | Viertelfinale | Viertelfinale | Halbfinale    | Halbfinale    | Finale        | Finale        | Rang |
| Athlet      | Wettbewerb | Zeit         | Rang    | Zeit          | Rang          | Zeit          | Rang          | Zeit          | Rang          | Rang |
| ----------- | ---------- | ------------ | ------- | ------------- | ------------- | ------------- | ------------- | ------------- | ------------- | ---- |
| Jungen      |            |              |         |               |               |               |               |               |               |      |
| Kieran Guan | 500 m      | 53,958 s     | 4       | ausgeschieden | ausgeschieden | ausgeschieden | ausgeschieden | ausgeschieden | ausgeschieden | 28   |
| Kieran Guan | 1000 m     | 1:30,932 min | 2       | 1:33,258 min  | 4             | ausgeschieden | ausgeschieden | ausgeschieden | ausgeschieden | 14   |

### Ski Alpin
| Athleten       | Wettbewerbe  | 1. Lauf     | 1. Lauf | 2. Lauf     | 2. Lauf | Gesamt      | Gesamt |
| Athleten       | Wettbewerbe  | Zeit        | Rang    | Zeit        | Rang    | Zeit        | Rang   |
| -------------- | ------------ | ----------- | ------- | ----------- | ------- | ----------- | ------ |
| Jungen         |              |             |         |             |         |             |        |
| Thomas Hoffman | Riesenslalom | DSQ         | DSQ     | DSQ         | DSQ     | DSQ         | DSQ    |
| Thomas Hoffman | Slalom       | 38,22 s     | 12      | 45,44 s     | 31      | 1:23,66 min | 25     |
| Thomas Hoffman | Super-G      | –           | –       | –           | –       | 56,05 s     | 23     |
| Thomas Hoffman | Kombination  | 56,05 s     | 23      | DNF         | DNF     | DNF         | DNF    |
| Joey Steggall  | Riesenslalom | 1:09,09 min | 35      | 1:10,48 min | 34      | 2:19,57 min | 34     |
| Joey Steggall  | Slalom       | 41,03 s     | 31      | 44,32 s     | 27      | 1:25,35 min | 27     |
| Joey Steggall  | Super-G      | –           | –       | –           | –       | 59,38 s     | 47     |
| Joey Steggall  | Kombination  | 59,38 s     | 47      | DNF         | DNF     | DNF         | DNF    |
| Mädchen        |              |             |         |             |         |             |        |
| Isabella Davis | Riesenslalom | DNF         | DNF     | DNF         | DNF     | DNF         | DNF    |
| Isabella Davis | Slalom       | DNF         | DNF     | DNF         | DNF     | DNF         | DNF    |
| Isabella Davis | Super-G      | –           | –       | –           | –       | 1:00,85 min | 35     |
| Isabella Davis | Kombination  | 1:05,52 min | 48      | DNF         | DNF     | DNF         | DNF    |
| Zoe Michael    | Riesenslalom | 1:11,03 min | 37      | 1:08,76 min | 24      | 2:19,79 min | 25     |
| Zoe Michael    | Slalom       | 49,95 s     | 30      | 51,99 s     | 30      | 1:41,94 min | 27     |
| Zoe Michael    | Super-G      | –           | –       | –           | –       | 1:03,02 min | 43     |
| Zoe Michael    | Kombination  | 1:03,02 min | 43      | DNF         | DNF     | DNF         | DNF    |

| Athleten                   | Wettbewerbe    | Achtelfinale | Achtelfinale | Viertelfinale | Viertelfinale | Halbfinale    | Halbfinale    | Finale/Platz 3 | Finale/Platz 3 | Rang |
| Athleten                   | Wettbewerbe    | Gegner       | Ergebnis     | Gegner        | Ergebnis      | Gegner        | Ergebnis      | Gegner         | Ergebnis       | Rang |
| -------------------------- | -------------- | ------------ | ------------ | ------------- | ------------- | ------------- | ------------- | -------------- | -------------- | ---- |
| Mixed                      |                |              |              |               |               |               |               |                |                |      |
| Zoe Michael Thomas Hoffman | Teamwettbewerb | Schweden     | 1:3          | ausgeschieden | ausgeschieden | ausgeschieden | ausgeschieden | ausgeschieden  | ausgeschieden  | 12   |

### Skilanglauf
| Athleten       | Wettbewerbe     | Qualifikation | Qualifikation | Viertelfinale | Viertelfinale | Halbfinale    | Halbfinale    | Finale        | Finale        | Rang |
| Athleten       | Wettbewerbe     | Zeit          | Rang          | Zeit          | Rang          | Zeit          | Rang          | Zeit          | Rang          | Rang |
| -------------- | --------------- | ------------- | ------------- | ------------- | ------------- | ------------- | ------------- | ------------- | ------------- | ---- |
| Jungen         |                 |               |               |               |               |               |               |               |               |      |
| Hugo Hinckfuss | 10 km klassisch | –             | –             | –             | –             | –             | –             | 30:49,3 min   | 50            | 50   |
| Hugo Hinckfuss | Sprint Freistil | 3:48,63 min   | 64            | ausgeschieden | ausgeschieden | ausgeschieden | ausgeschieden | ausgeschieden | ausgeschieden | 64   |
| Hugo Hinckfuss | Langlauf-Cross  | 4:48,74 min   | 52            | ausgeschieden | ausgeschieden | ausgeschieden | ausgeschieden | ausgeschieden | ausgeschieden | 52   |
| John Mordes    | 10 km klassisch | –             | –             | –             | –             | –             | –             | 33:11,8 min   | 67            | 67   |
| John Mordes    | Sprint Freistil | 3:51,18 min   | 67            | ausgeschieden | ausgeschieden | ausgeschieden | ausgeschieden | ausgeschieden | ausgeschieden | 67   |
| John Mordes    | Langlauf-Cross  | 5:11,00 min   | 69            | ausgeschieden | ausgeschieden | ausgeschieden | ausgeschieden | ausgeschieden | ausgeschieden | 69   |
| Mädchen        |                 |               |               |               |               |               |               |               |               |      |
| Zana Evans     | 5 km klassisch  | –             | –             | –             | –             | –             | –             | 16:26,3 min   | 37            | 37   |
| Zana Evans     | Sprint Freistil | 3:05,88 min   | 46            | ausgeschieden | ausgeschieden | ausgeschieden | ausgeschieden | ausgeschieden | ausgeschieden | 46   |
| Zana Evans     | Langlauf-Cross  | 5:36,38 min   | 41            | ausgeschieden | ausgeschieden | ausgeschieden | ausgeschieden | ausgeschieden | ausgeschieden | 41   |
| Rosie Fordham  | 5 km klassisch  | –             | –             | –             | –             | –             | –             | 16:24,1 min   | 36            | 36   |
| Rosie Fordham  | Sprint Freistil | 3:11,93 min   | 56            | ausgeschieden | ausgeschieden | ausgeschieden | ausgeschieden | ausgeschieden | ausgeschieden | 56   |
| Rosie Fordham  | Langlauf-Cross  | 5:44,41 min   | 48            | ausgeschieden | ausgeschieden | ausgeschieden | ausgeschieden | ausgeschieden | ausgeschieden | 48   |

### Snowboard
| Athleten       | Wettbewerbe | Qualifikation | Qualifikation | Finale        | Finale        | Rang |
| Athleten       | Wettbewerbe | Punkte        | Rang          | Punkte        | Rang          | Rang |
| -------------- | ----------- | ------------- | ------------- | ------------- | ------------- | ---- |
| Jungen         |             |               |               |               |               |      |
| Sunny Steele   | Big Air     | 48,25         | 15            | ausgeschieden | ausgeschieden | 15   |
| Sunny Steele   | Halfpipe    | 37,33         | 15            | ausgeschieden | ausgeschieden | 15   |
| Sunny Steele   | Slopestyle  | 49,00         | 13            | ausgeschieden | ausgeschieden | 13   |
| Mädchen        |             |               |               |               |               |      |
| Alexandra Chen | Big Air     | 16,33         | 17            | ausgeschieden | ausgeschieden | 17   |
| Alexandra Chen | Halfpipe    | 31,00         | 13            | ausgeschieden | ausgeschieden | 13   |
| Alexandra Chen | Slopestyle  | 13,00         | 18            | ausgeschieden | ausgeschieden | 18   |
| Lily Jekel     | Big Air     | 33,66         | 14            | ausgeschieden | ausgeschieden | 14   |
| Lily Jekel     | Halfpipe    | 39,66         | 11            | ausgeschieden | ausgeschieden | 11   |
| Lily Jekel     | Slopestyle  | 22,00         | 15            | ausgeschieden | ausgeschieden | 15   |

| Athleten                                                            | Wettbewerbe                        | Vorrunde | Viertelfinale | Halbfinale    | Finale        | Rang          |
| Athleten                                                            | Wettbewerbe                        | Rang     | Rang          | Rang          | Rang          | Rang          |
| ------------------------------------------------------------------- | ---------------------------------- | -------- | ------------- | ------------- | ------------- | ------------- |
| Mädchen                                                             |                                    |          |               |               |               |               |
| Josie Baff                                                          | Snowboardcross                     | 1        | –             | 1             | 1             | Gold          |
| Amber Essex                                                         | Snowboardcross                     | 5        | –             | ausgeschieden | ausgeschieden | 10            |
| Mixed                                                               |                                    |          |               |               |               |               |
| Josie Baff Kyra Wheatley Finn Sadler Ben Wynn                       | Ski-/Snowboardcross Teamwettbewerb | –        | 3             | ausgeschieden | ausgeschieden | 9             |
| Mixed Team 5 Amber Essex Zoe Michael Noah Bethonico Jasper Cobcroft | Ski-/Snowboardcross Teamwettbewerb | 2        | DNS           | ausgeschieden | ausgeschieden | ausgeschieden |